# Philostomella cigarra
Philostomella cigarra là một loài chân đều trong họ Cymothoidae. Loài này được Szidat & Schubart miêu tả khoa học năm 1960.